# Mictoneura
Mictoneura is een geslacht van vlinders van de familie bladrollers (Tortricidae), uit de onderfamilie Tortricinae.

## Soorten
- M. eurypelta Lower, 1920
- M. flexanimana Meyrick, 1881
- M. lathraea (Diakonoff, 1941)